# Fischauer Thermalbad

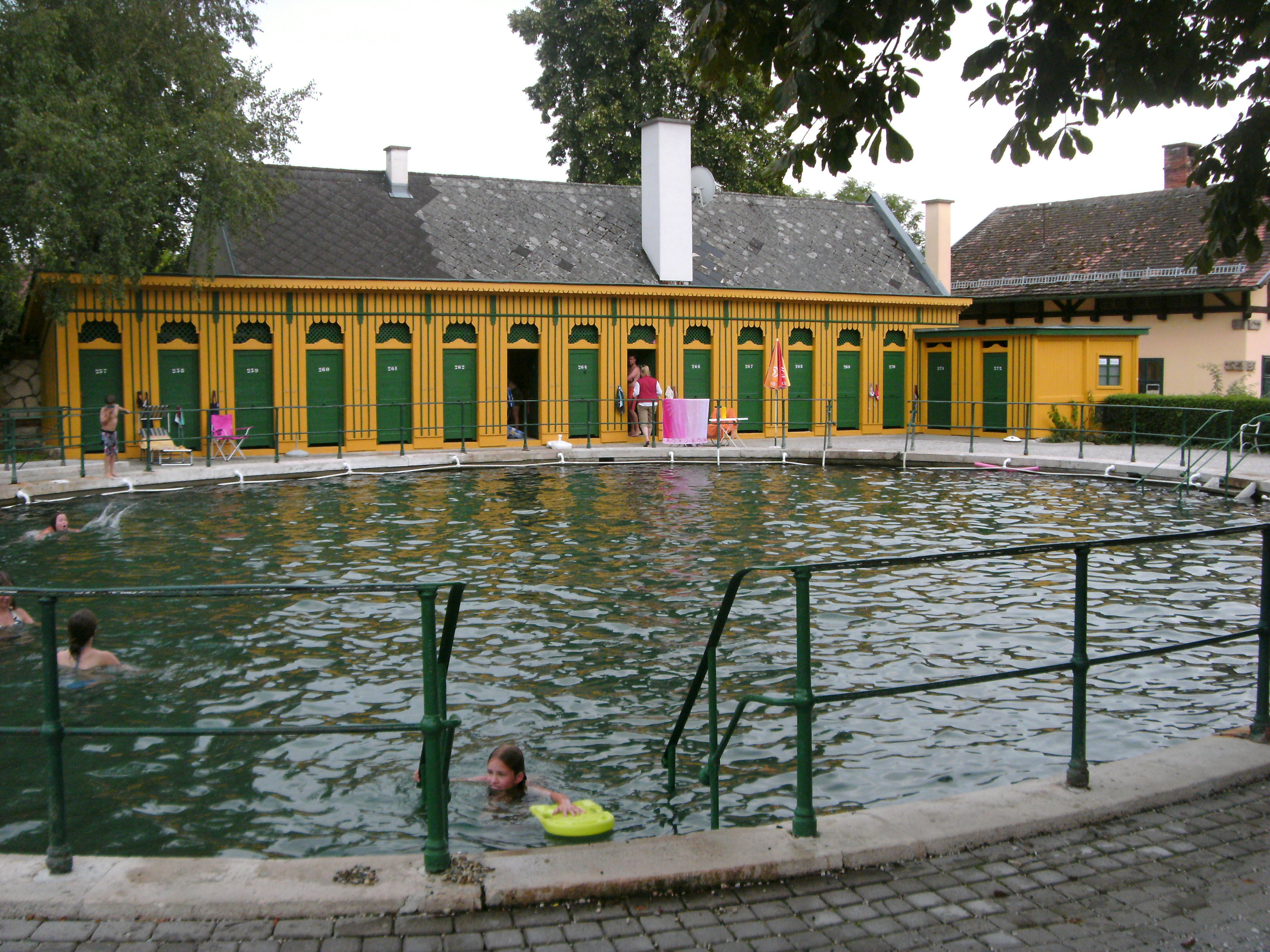
Fischauer Thermalbad (Damenbecken)

Das Fischauer Thermalbad befindet sich in der Marktgemeinde Bad Fischau-Brunn im Bezirk Wiener Neustadt-Land in Niederösterreich. Das Thermalbad steht unter Denkmalschutz (Listeneintrag).
Zusätzlich werden die Quellen vom Land Niederösterreich als Naturdenkmal geführt, vgl. Liste der Naturdenkmäler im Bezirk Wiener Neustadt-Land.

## Geschichte
Die natürlichen Thermalquellen wurden bereits von den Römern und Kelten genutzt. 1363 wurde das Bad urkundlich genannt.
1771 bestand ein Badehaus. 1898 wurde die Anlage von Erzherzog Rainer (1827–1913) erworben und umgebaut sowie neu gestaltet. Das Thermalbad wurde 1900 eröffnet. 1945 wurde das Thermalbad im Rahmen von Kriegshandlungen zerstört und nach Kriegsende wieder aufgebaut.

## Beschreibung
Es gibt ein großes Schwimmbecken und zwei Wasserbecken. Im Park stehen hölzerne Kabinenpavillons, das Betriebsgebäude ist eingeschoßig, beides zeigt sich in historistischen Formen.